# Alberto Wolf y el Cuarteto de Nos
Alberto Wolf y el Cuarteto de Nos es el nombre del primer álbum lanzado a su vez por la banda uruguaya de rock El Cuarteto de Nos y por el músico Alberto Wolf. La discográfica Ayuí les ofreció compartir un disco de vinilo con un lado para cada uno. El álbum fue lanzado en 1984, con Leonardo Baroncini como baterista invitado de El Cuarteto de Nos, ya que el baterista actual de la banda, Álvaro Pintos, no llegaría al grupo hasta unos meses después. El álbum fue publicado en vinilo, casete y una versión remasterizada y reeditada fue lanzada en CD.

## Listado de temas
| Lado A: Alberto Wolf |                        |                            |          |  |
| N.º                  | Título                 | Escritor(es)               | Duración |  |
| 1.                   | «A la deriva»          | Alberto Wolf               | 3:06     |  |
| 2.                   | «Ella va»              | Alberto Wolf               | 2:48     |  |
| 3.                   | «Ojos de gata»         | Alberto Wolf               | 2:41     |  |
| 4.                   | «Un instante»          | Alberto Wolf               | 1:58     |  |
| 5.                   | «Matinée»              | Alberto Wolf               | 3:45     |  |
| 6.                   | «Más cuando arranquen» | Till Silva, Ricardo Zubirí | 6:44     |  |

| Lado B: El Cuarteto de Nos |                           |                             |          |  |
| N.º                        | Título                    | Escritor(es)                | Duración |  |
| 1.                         | «Acapulco nos emborracha» | Santiago Tavella            | 2:41     |  |
| 2.                         | «Sale igual»              | Ricardo Musso               | 3:06     |  |
| 3.                         | «Totalmente normal»       | Roberto Musso               | 4:50     |  |
| 4.                         | «Nocturno»                | Santiago Tavella            | 1:46     |  |
| 5.                         | «Leyenda»                 | Ricardo Musso, Alberto Wolf | 3:18     |  |
| 6.                         | «Cucos S.R.L.»            | Roberto Musso               | 3:14     |  |
| 39:57                      |                           |                             |          |  |

## Integrantes de Alberto Wolf y El Cuarteto de Nos
Alberto Wolf
| - Alberto Wolf: voz, guitarra. - Ricardo Zubirí: voz, guitarra en "Más cuando arranquen". - Alejandro Roca: guitarra en "A la deriva", "Ojos de gata", "Un instante" y "Matinée". - Javier Muñoz: bajo en "A la deriva", "Ojos de gata" y "Un instante". - Raúl Buzó: bajo en "Ella va" y "Matinée". - Eduardo Vila: bajo en "Más cuando arranquen". - Gustavo Rodríguez: batería en "A la deriva", "Ojos de gata", "Un instante" y "Matinée". - Leonardo Baroncini: batería en "Ella va". | - Wilson Negreira: percusión en "A la deriva", "Ojos de gata", "Un instante" y "Matinée". - Walter "Nego" Haedo: percusión en "Más cuando arranquen". - Luis Alderoti: piano y sintetizador en "A la deriva", "Ojos de gata", "Un instante" y "Matinée". - Alberto Forteza: teclados en "Ella va". - Mariana Ingold, Estela Magnone y Flavia Ripa: coros en "Ojos de gata". - Javier Silvera y Ricardo Musso: coros en "Más cuando arranquen". |

El Cuarteto de Nos
| - Roberto Musso: voz, guitarras. - Ricardo Musso: voz, guitarras, bajo en "Nocturno". - Santiago Tavella: voz, bajo, guitarras en "Nocturno" - Andrés Bedó: piano, sintetizador y string. - Leonardo Baroncini: batería. | - Alberto Wolf: coros en "Acapulco nos emborracha", "Sale igual" y "Cucos S.R.L.". - Hugo Jasa: percusión en "Sale igual". - Alejandro Roca: guitarra eléctrica en "Cucos S.R.L.". - Mariana Ingold, Estela Magnone: coros en "Sale igual" y "Nocturno". - Irene Valdés: coros en "Sale igual". - Flavia Ripa: coros en "Nocturno". |

### Personal
- Ingenieros de sonido: Carlos da Silveira, Hugo Jasa, Darío Ribeiro[2]
- Fotógrafo de portada: Rodolfo Fuentes